# Altstädtisches Gymnasium (Königsberg)

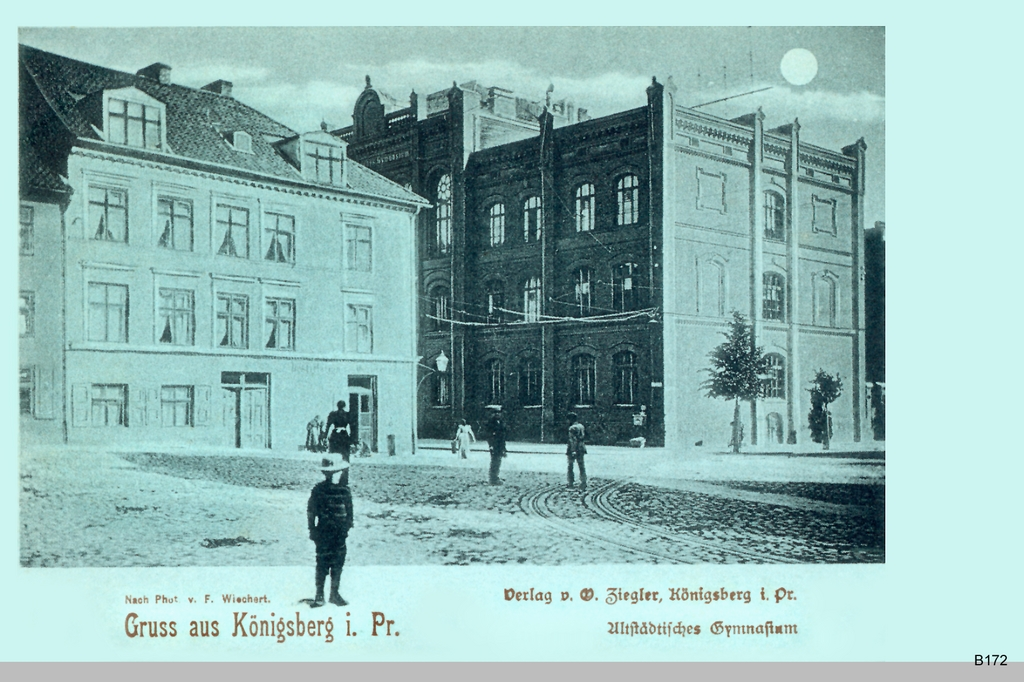
Das Altstädtische Gymnasium

Das Altstädtische Gymnasium oder Palaeopolitanum Regiomonti Gymnasium war das zweitälteste Gymnasium im ostpreußischen Königsberg, gelegen im Stadtteil Altstadt.

## Geschichte
Gegründet wurde das Gymnasium als gelehrte Lateinschule 1525, die auf die 1376 erstmals urkundlich erwähnte altstädtische Pfarrschule zurückgeht. Ab 1811 wurde es nach den neuhumanistischen Reformideen Wilhelm von Humboldts als ein Gymnasium seines Königsberger Schulplans neu eröffnet.
Es galt daher wegen seiner humanistischen Bildungsideale, neben dem Collegium Fridericianum und dem Kneiphöfischen Gymnasium, als eine Eliteinstitution der Provinz Ostpreussen und Deutschlands. Am 6. Januar 1923 wurde es mit dem Kneiphöfischen Gymnasium zum Stadtgymnasium Altstadt-Kneiphof vereinigt. Das gemeinsame Schulgebäude war das vom Kneiphöfischen Gymnasium.
Das freigewordene Gebäude wurde ab 1925 durch das Körte-Oberlyzeum weitergenutzt.
Im Laufe der Luftangriffe auf Königsberg in der Nacht vom 29./30. August 1944 wurde das Schulgebäude durch britische Bomben stark zerstört und brannte völlig aus. Der Schulbetrieb wurde im Oktober 1944 in einem Ersatzgebäude für die beiden humanistischen Gymnasien (Stadtgymnasium und Friedrichskollegium) wieder aufgenommen und bis Januar 1945 aufrechterhalten. Am 23. Januar 1945 wurden auf behördliche Anordnung alle Schulen der Stadt geschlossen und damit hörte auch das Altstädtische Gymnasium auf zu bestehen.

## Persönlichkeiten

### Lehrer
- Johann Michael Hamann (1769–1813), Sohn des Philosophen Hamann, Freund Kants, Lyriker und Pädagoge, 1794 Konrektor durch Kants und Hamanns Freund von Hippel, 1796–1813 Rektor mit innovativen Ideen
- Christoph Wilhelm Busolt (1771–1831), Reform-Pädagoge, 1788–1798 Lehrer
- Friedrich Ellendt (1796–1855), Klassischer Philologe, 1819–1821 Hilfslehrer, 1821–1835 Oberlehrer
- Ernst Ellendt (1803–1863), Klassischer Philologe, 1838–1863 Direktor
- Carl Ludwig Bender (1811–1893), Oberlehrer, Rittergutsbesitzer auf Catharinenhof bei Tharau, Kr. Königsberg
- Julius Rupp (1809–1884), Theologe, Publizist und Privatdozent an der Albertina
- Karl Ludwig Bender (1811–1893), Oberlehrer bis 1851, später Landtagsabgeordneter
- Rudolf Möller (1815–1885), Philologe; Direktor und Chronist der Schule
- Georg Bujack (1835–1891), Oberlehrer, Prähistoriker
- O. Retzlaff, Professor, Oberlehrer um 1885
- Heinrich Babucke (1841–1902), Klassischer Philologe, Gymnasialdirektor, Nachfolger von Möller[2]
- Richard Armstedt (1851–1931), Oberlehrer, Historiker
- Georg Lejeune Dirichlet (1858–1920), Direktor, Stadtverordnetenvorsteher in Königsberg
- Emil Doerstling (1859–1940), Maler (Kant und seine Tischgenossen, 1892)
- Eduard Loch (1868–1945), Altphilologe, Oberlehrer (1900) und Gymnasialprofessor (1908)
- Arthur Mentz (1882–1957), Pädagoge, Theologe und Historiker, D. Dr., 1921–1945 Leiter der Schule, widerstand bis zuletzt dem Beitritt zur NSDAP, leidenschaftlicher Stenograph und Stenographiehistoriker, Lehrer Johannes Bobrowskis,[3] Oberstudiendirektor seit 1932; Herausgeber der Mitteilungen „Stadtgymnasium Altstadt-Kneiphof“, speziell auch das Sonderheft zur 600-Jahr-Feier (8. Dezember 1933, Bobrowski-Chronik von Eberhard Haufe) als Schuljubiläum (6. Jg., Nr. 4, November 1933)
- Georg Christoph Pisanski (1725–1790)
- Max Sellnick (1884–1971), Milbenforscher
- Reinhard Adam, Klassenlehrer Bobrowkis, vorher in Tilsit Lehrer[4]

### Schüler
In alphabetischer Reihenfolge
- Siegfried Heinrich Aronhold (1819–1884), Mathematiker und Physiker
- Heinrich Dietrich Otto Ferdinand von Behr († 1880), Superintendent der Diözese Mohrungen, Vater von Anton von Behr
- Georg Bender (1848–1924), langjähriger Oberbürgermeister der Stadt Breslau
- Johannes Bobrowski (1917–1965), Lyriker und Erzähler
- Alexander August von Buchholtz (1802–1856), Pandektenwissenschaftler in Königsberg
- Carl Bulcke (1875–1936), Schriftsteller und Staatsanwalt
- Heinrich Eduard Dirksen (1790–1868), Rechtshistoriker
- Heinrich Dembowski (1812–1901), Philologe, Direktor des Kgl. Waisenhauses und Progymnasiums in Königsberg
- Johann Wilhelm Ebel (1784–1861), Theologe
- Hermann Eilsberger (1837–1908), Pfarrer in Königsberg
- Julius Ellinger (1817–1881), Mathematiklehrer in Königsberg und Tilsit
- Johann Funk (1792–1867), Pastor an St. Marien zu Lübeck
- Otto Gisevius (1821–1871), Landrat in Allenstein
- Erich Granaß (1877–1958), Rechtsanwalt und Stadtverordneter in Berlin
- Ernst Gutzeit (1863–1927), Hochschullehrer
- Konrad Friedländer (1831–1896), Pädagoge, Direktor des Realgymnasiums des Johanneums in Hamburg
- Max Hagedorn (1852–1914), Arzt und Entomologe, Mitglied der Hamburgischen Bürgerschaft
- August Hagen (1797–1880), Kunstschriftsteller, Novellist, erster Lehrstuhlinhaber für Kunstgeschichte und Ästhetik in Preußen
- Johann Hecker (1625–1675), Astronom in Danzig
- Max Hein (1885–1949), Historiker und Archivar
- Otto Hesse (1811–1874), Mathematiker in Heidelberg
- Karl Friedrich Horn (1779–1831), Verwaltungsjurist, Oberbürgermeister von Königsberg
- Reinhold Bernhard Jachmann (1767–1843), Theologe
- Robert Jaensch (1817–1892), Mathematiklehrer
- Victor Laudien (1866–1945), Pfarrer und Superintendent in Königsberg
- Karl Ludwig Kahlbaum (1828–1899), Psychiater
- Hans Kiewning (1864–1939), Archiv- und Bibliotheksdirektor in Detmold
- Matthias Knutzen (1646–nach 1676), Religionskritiker
- Theodor Levin (1836–1922), Kunsthistoriker, Hochschullehrer an der Kunstakademie Düsseldorf
- Friedrich Lewald (1794–1858), Finanzpolitiker, Eisenbahndirektor
- Harry Liedtke (1882–1945), Schauspieler
- Johann Eduard Loch (1840–1905), Altphilologe
- Hermann Minkowski (1864–1909), Mathematiker
- Alexander Oppenheim (1819–1898), Jurist und Fotograf
- Otto Georg Oppenheim (1817–1909), Jurist und Obertribunalrat
- Rudolph Oppenheim (1811–1871), Bankier
- Georg Rauschning (1876–1956), Verwaltungsjurist und Landrat
- Friedrich Julius Richelot (1808–1875), Mathematiker
- Julius Rupp (1809–1884), Theologe
- Heinz Schimmelpfennig (1905–1983), Verwaltungsjurist
- Franz Schlegelberger (1876–1970), Staatssekretär im Reichsjustizministerium, kommissarischer Justizminister in der NS-Zeit
- Ernst Reinhold Schmidt (1819–1901), Führer der deutschen Einwanderer in Pennsylvania
- Heinrich Schröter (1829–1892), Mathematiker
- Otto Schumann (1805–1869), Landgerichtsdirektor, Mitglied des Preußischen Abgeordnetenhauses
- Arnold Sommerfeld (1868–1951), Mathematiker und Theoretischer Physiker
- Walter Telemann (1882–1941), Internist und Radiologe
- George Wichert (1811–1876), klassischer Philologe, Latinist der Neuzeit und Gymnasialdirektor
- Hans Widera (1887–1972), Wirtschaftsjurist
- Carl Witt (1815–1891), liberaler Politiker